# Hydroides norvegicus
Hydroides norvegicus är en ringmaskart som beskrevs av Gunnerus 1768. I den svenska databasen Dyntaxa används istället namnet Hydroides norvegica. Hydroides norvegicus ingår i släktet Hydroides och familjen Serpulidae. Arten är reproducerande i Sverige. Inga underarter finns listade i Catalogue of Life.

## Bildgalleri

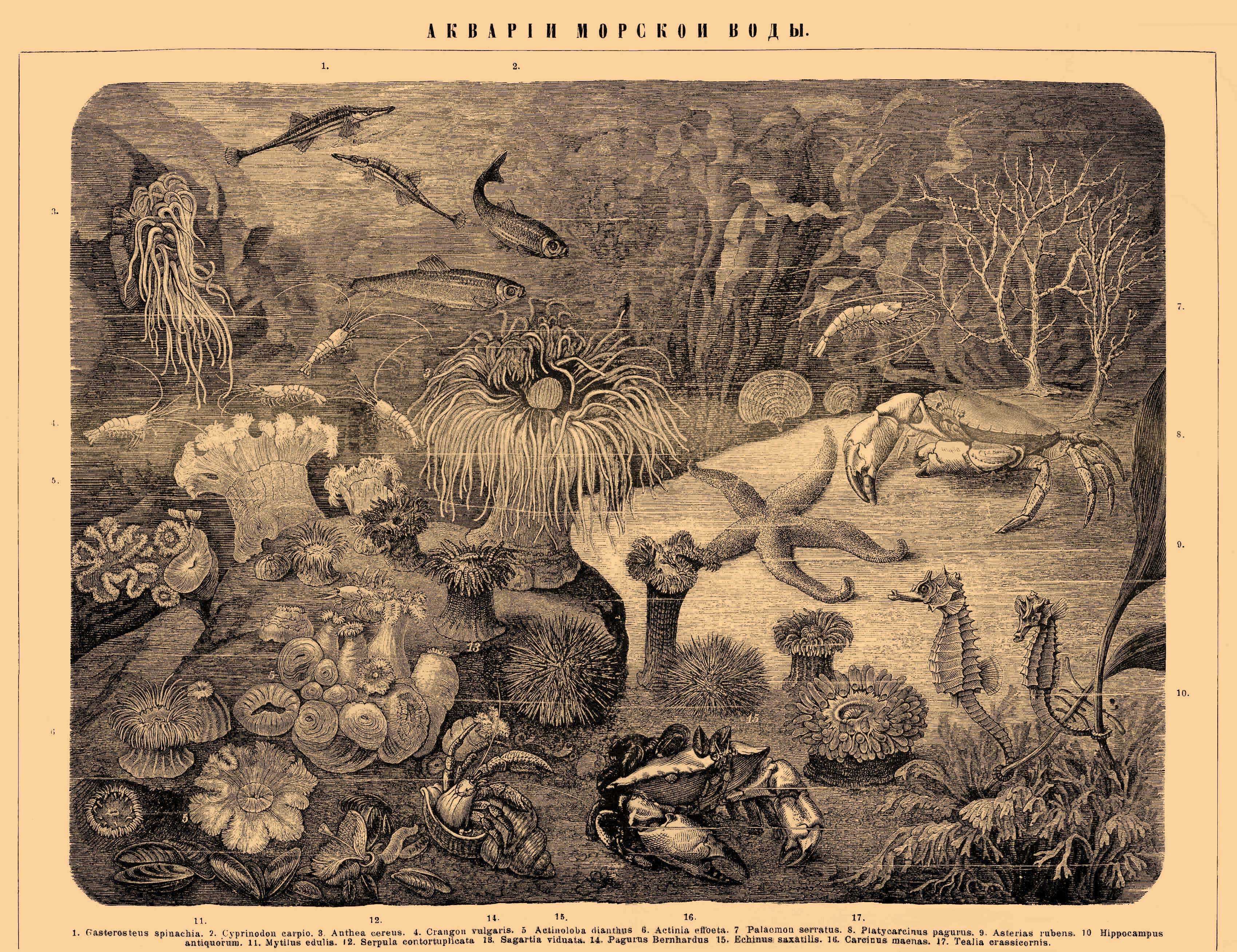
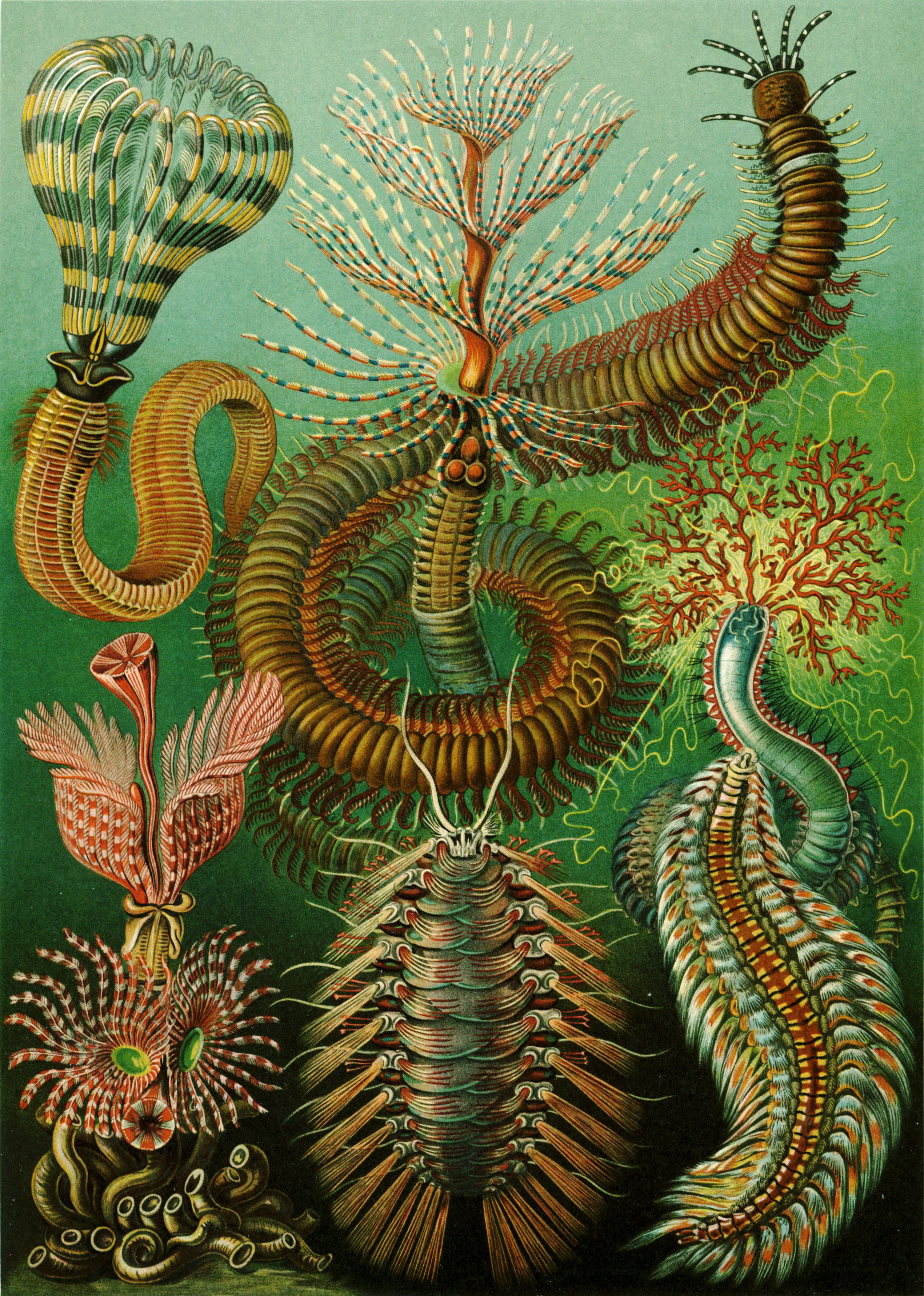
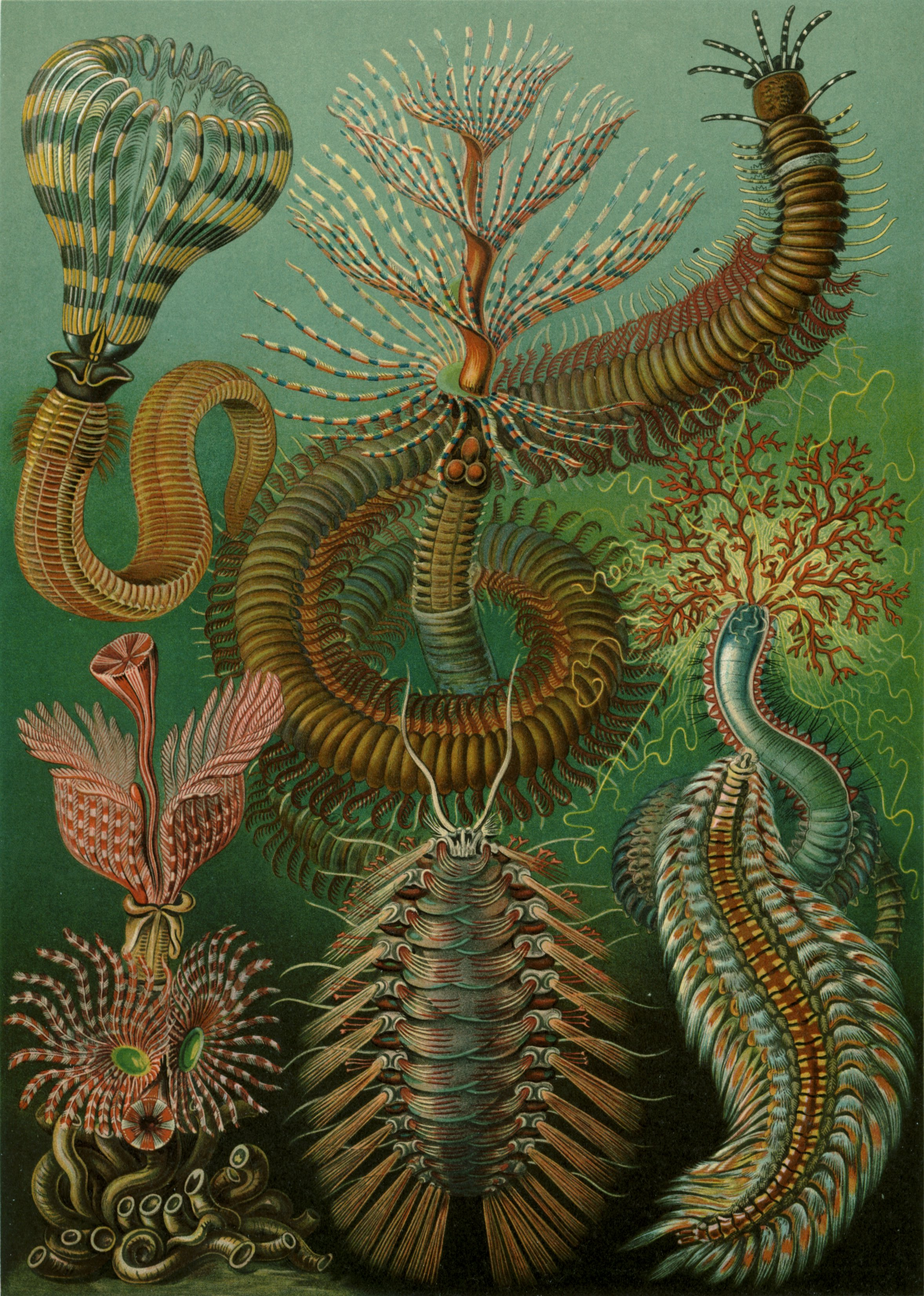